# A Time to Love
《A Time to Love》은 스티비 원더가 1995년 《Conversation Peace》 이후 처음으로 발표한 스물세 번째 스튜디오 음반이다. 원래 2004년에 완성될 예정이었으나, 9월 27일, 애플의 아이튠즈 뮤직 스토어에서 독점 디지털 발매에 이어, 마침내 2005년 10월 18일에 매장에 발매되었다.
2005년 4월에 발매된 첫 싱글은 기타에 프린스, 백 보컬에 엔 보그가 참여한 〈So What the Fuss〉이다. 후속 싱글에는 딸 아이샤 모리스와의 〈Positivity〉, 〈From the Bottom of My Heart〉 그리고 〈Shelter in the Rain〉 등이 수록됐다.
이 곡 〈Shelter in the Rain〉은 이 음반이 발매되기 1년 전 암으로 세상을 떠난 첫 번째 아내 가수 시리타 라이트를 기리는 곡이었다. 원더는 라이트가 살았더라면 〈Shelter〉에서 주연을 맡았을 것이라고 말했다고 한다.
원더가 〈Positivity〉이라는 곡에서 가수 미니 리퍼턴을 잠깐 언급한다.

## 반응
| 전문가 평가          | 전문가 평가 |
| 총 점수              | 총 점수     |
| 출처                 | 점수        |
| -------------------- | ----------- |
| 메타크리틱           | 66/100      |
| 평가 점수            |             |
| 출처                 | 점수        |
| Allmusic             | [ 2 ]       |
| Blender              | [ 3 ]       |
| Entertainment Weekly | C           |
| Los Angeles Times    | [ 5 ]       |
| New York Times       | mixed       |
| PopMatters           | favorable   |
| Rolling Stone        | [ 8 ]       |
| Slant                | [ 9 ]       |
| Stylus               | B−          |
| The Village Voice    | A–          |

그의 10년 만의 새 스튜디오 음반인 이 음반은 발매 1년 동안 몇 차례나 지연되었음에도 불구하고 전반적으로 긍정적인 평가를 받았다. 2005년, 원더는 그래미 어워드에서 〈From the Bottom of My Heart〉로 최우수 남성 팝 보컬상을 수상했다. 이것은 이 부문에서 그의 4번째 우승이었다. 원더는 1976년 《Songs in the Key of Life》로 29년 앞서 이 상을 받았다. 이 부문에서 그의 또 다른 수상은 1973년(〈You Are the Sunshine of My Life〉)과 1974년(《Fulfillingness' First Finale》)이었다.

## 곡 목록
모든 곡들은 특별한 언급이 없는 한 스티비 원더에 의해 작사/작곡하였다.
| #   | 제목                                                               | 작사·작곡             | 재생 시간 |
| --- | ------------------------------------------------------------------ | --------------------- | --------- |
| 1.  | 〈If Your Love Cannot Be Moved (Feat. 킴 버렐)〉                   |                       | 6:11      |
| 2.  | 〈Sweetest Somebody I Know〉                                       |                       | 4:31      |
| 3.  | 〈Moon Blue〉                                                      | 원더, 아코수아 버시아 | 6:44      |
| 4.  | 〈From the Bottom of My Heart〉                                    |                       | 5:11      |
| 5.  | 〈Please Don't Hurt My Baby〉                                      |                       | 4:40      |
| 6.  | 〈How Will I Know (Feat. 아이샤 모리스)〉                          |                       | 3:39      |
| 7.  | 〈My Love Is on Fire (Feat. 휴버트 로스의 플루트 연주)〉           |                       | 6:16      |
| 8.  | 〈Passionate Raindrops〉                                           |                       | 4:50      |
| 9.  | 〈Tell Your Heart I Love You〉                                     |                       | 4:30      |
| 10. | 〈True Love〉                                                      |                       | 3:32      |
| 11. | 〈Shelter in the Rain (Feat. 커크 프랭클린)〉                      |                       | 4:19      |
| 12. | 〈So What the Fuss (Feat. 엔 보그의 백 보컬, 프린스의 기타 연주)〉 |                       | 5:04      |
| 13. | 〈Can't Imagine Love Without You〉                                 |                       | 3:45      |
| 14. | 〈Positivity (Feat. 아이샤 모리스)〉                               |                       | 5:07      |
| 15. | 〈A Time to Love (Feat. 인디아 아리와 폴 매카트니의 기타 연주)〉   | 원더, 인디아 아리     | 9:17      |

## 인증
| 국가                       | 인증 | 판매량/출하량 |
| -------------------------- | ---- | ------------- |
| 일본 (RIAJ)                | 골드 | 88,000        |
| 영국 (BPI)                 | 실버 | 60,000^       |
| 미국 (RIAA)                | 골드 | 469,000       |
| ^출하량을 기반으로 한 인증 |      |               |